# Croix-de-Neyrat
Croix-de-Neyrat, parfois appelé C2N ou Croine, est un quartier de la ville de Clermont-Ferrand (Puy-de-Dôme), en France et est en grande partie de type grands ensembles. 
Bâti à partir des années 1960, ce quartier compte actuellement plus de 8 000 habitants dont 27 % d'adolescents et d'enfants.

## Description
Certains documents anciens attestent en ce lieu une ancienne chapelle et d'une croix. Ce quartier a été construit au pied du puy de Var, sur la rue des hauts de Chanturgue, où étaient anciennement situés des terrains viticoles. Actuellement en reconstruction depuis la politique de réaménagement des quartiers nord de la ville, le quartier change peu à peu d'aspect. Croix-de-Neyrat dispose de plusieurs moyens de transports comme un arrêt du tramway en direction des Vergnes et une grande piste cyclable longeant la rue du Torpilleur-Sirocco. Il est à noter que le plus haut immeuble de Croix-de-Neyrat fait 16 étages et 51 mètres. Elle est ainsi la seconde plus haute tour de Clermont-Ferrand après la tour des Liondards, à Saint-Jacques, qui atteint quant à elle vingt étages et soixante-trois mètres.
Selon le système d'information du secrétariat général du CIV, Croix-de-Neyrat a été considéré comme une zone urbaine sensible puis un quartier prioritaire. Avec le profil général de ce système d'information, tous les quartiers nord ensemble (ZUS Croix de Neyrat, Champratel, Les Vergnes, La Gauthière et La Plaine) forment 20,1 % de chômage en 1999, 25,8 % de non-diplômés toujours en 1999, 17,9 % d'étrangers et 49,1 % de locatifs HLM.
On peut retrouver plusieurs associations et complexes sportifs comme le club Clermont olympique, Neyrat Basket Association ou Basket Clermont Nord créer en 2017.
Elle présente une criminalité relativement modérée, mais est plutôt d'assez mauvaise réputation, réputation qui va s'aggraver en 2005 lors de la crise des banlieues. L'été 2013 voit la démolition de la passerelle désaffectée de Croix-de-Neyrat. En 2015, le quartier est considéré par le journal la Montagne comme en mutation et à fort potentiel, malgré une réputation injustifiée,.
Le quartier de la Croix-de-Neyrat est en zone franche urbaine depuis 2004. 
Cependant, le quartier bénéficie de caractéristiques qui diffèrent de la plupart des banlieues sociales d'autres grandes villes. Une partie du quartier est composée d'habitat individuel et comporte des espaces verts (vaste parc de la Fraternité, arboré, avec plusieurs aires de jeux pour les enfants). Un vaste complexe commercial et tertiaire est implanté près de l'actuel hypermarché. On y trouve une grande médiathèque moderne, construite en 2022, qui abrite également un pôle musical,. Le quartier n'est pas enclavé et est fréquenté par les habitants des quartiers voisins de Clermont-Ferrand.
L'École nationale supérieure d'architecture de Clermont-Ferrand s'installe en 2015 au sud du quartier dans les locaux de l'Hôpital-sanatorium Sabourin, ancien sanatorium classé monument historique, et rénové pour accueillir les étudiants.
Le quartier contient une partie des côtes de Clermont, en particulier le col de Bancillon et le puy de Var.

### Établissements d'enseignement
- École Jules-Vallès.
- École George-Sand.
- École Philippe-Arbos.
- Groupe scolaire Alphonse-Daudet.
- Collège Albert-Camus.
- Lycée Ambroise-Brugière.

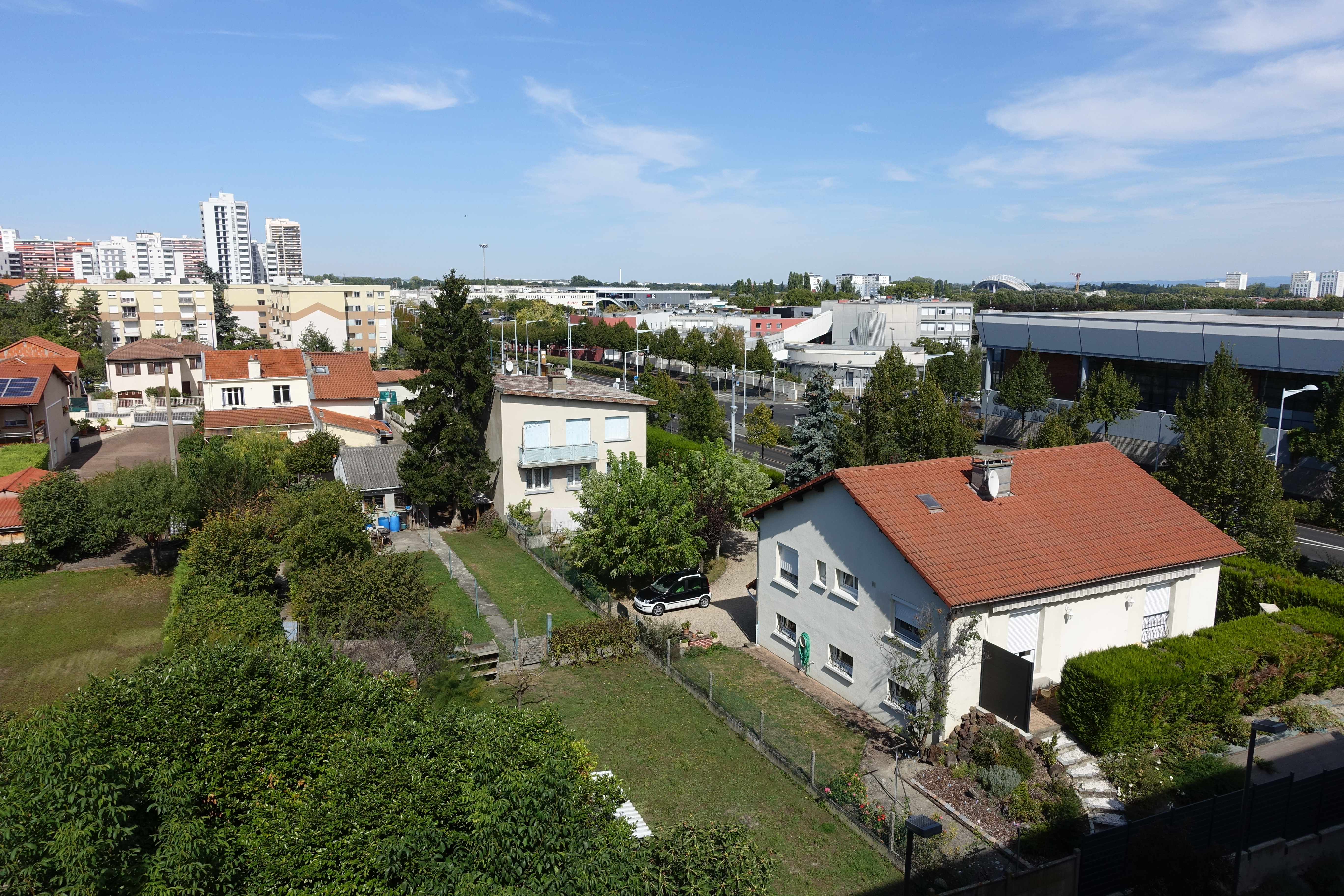
Une vue du quartier de Croix-de-Neyrat. À droite : collège Albert-Camus et gymnase André-Autun.

- École nationale supérieure d'architecture de Clermont-Ferrand.

### Équipements culturels
- Médiathèque Croix-de-Neyrat et pôle musical[16]
- Cinéma d'art et d'essai Le Rio
- Cinéma CGR Clermont Val Arena

### Sites et monuments
- Hôpital-sanatorium Sabourin
- Archives départementales du Puy-de-Dôme